# Rajd Rzeszowski 2011
20. Rajd Rzeszowski – 20. edycja Rajdu Rzeszowskiego. Był to rajd samochodowy rozgrywany od 4 do 6 sierpnia 2011 roku. Bazą rajdu było miasto Rzeszów. Była to czwarta runda Rajdowych Samochodowych Mistrzostw Polski w roku 2011. Rajd składał się z jedenastu odcinków specjalnych.

## Wyniki końcowe rajdu[1]
| Miejsce | Kierowca          | Pilot              | Samochód                   | Czas      | Strata  | Grupa Klasa | Punkty |
| ------- | ----------------- | ------------------ | -------------------------- | --------- | ------- | ----------- | ------ |
| 1       | Bryan Bouffier    | Xavier Panseri     | Peugeot 207 S2000          | 1:23:24.2 | –       | 2 S2/R4     | 45     |
| 2       | Maciej Rzeźnik    | Przemysław Mazur   | Peugeot 207 S2000          | 1:25:50.0 | +2:25.8 | 2 S2/R4     | 30     |
| 3       | Michał Sołowow    | Maciej Baran       | Ford Fiesta RRC            | 1:26:01.4 | +2:37.2 | 2 S2/R4     | 26     |
| 4       | Tomasz Kuchar     | Daniel Dymurski    | Mitsubishi Lancer Evo V    | 1:26:10.6 | +2:46.4 | HRP         | 22     |
| 5       | Wojciech Chuchała | Kamil Heller       | Subaru Impreza TMR 10      | 1:26:34.4 | +3:10.2 | 3 N4        | 15     |
| 6       | Michał Bębenek    | Maciej Wilk        | Mitsubishi Lancer Evo X R4 | 1:27:13.7 | +3:49.5 | 2 S2/R4     | 14     |
| 7       | Igor Drotár       | Vladimír Bánoci    | Subaru Impreza WRC '07     | 1:29:03.5 | +5:39.3 | 11          | *      |
| 8       | Jan Chmielewski   | Grzegorz Dachowski | Citroën DS3 R3T            | 1:29:58.2 | +6:34.0 | 5 R3T       | 11     |
| 9       | Robert Kujawski   | Piotr Zegarmistrz  | Renault Clio R3            | 1:31:38.8 | +8:14.6 | 5 R3C       | 6      |
| 10      | Łukasz Markowski  | Maciej Machela     | Citroën C2 R2 Max          | 1:31:58.9 | +8:34.7 | 6 R2B       | 3      |
| ...     | ...               | ...                | ...                        | ...       | ...     | ...         | ...    |
| 12      | Daniel Chwist     | Dariusz Burkat     | Subaru Impreza STi N14     | 1:32:23.5 | +8:59.3 | 3 N4        | 1      |

1. ↑  Nieliczony w klasyfikacji RSMP